# Dipendenze della Norvegia

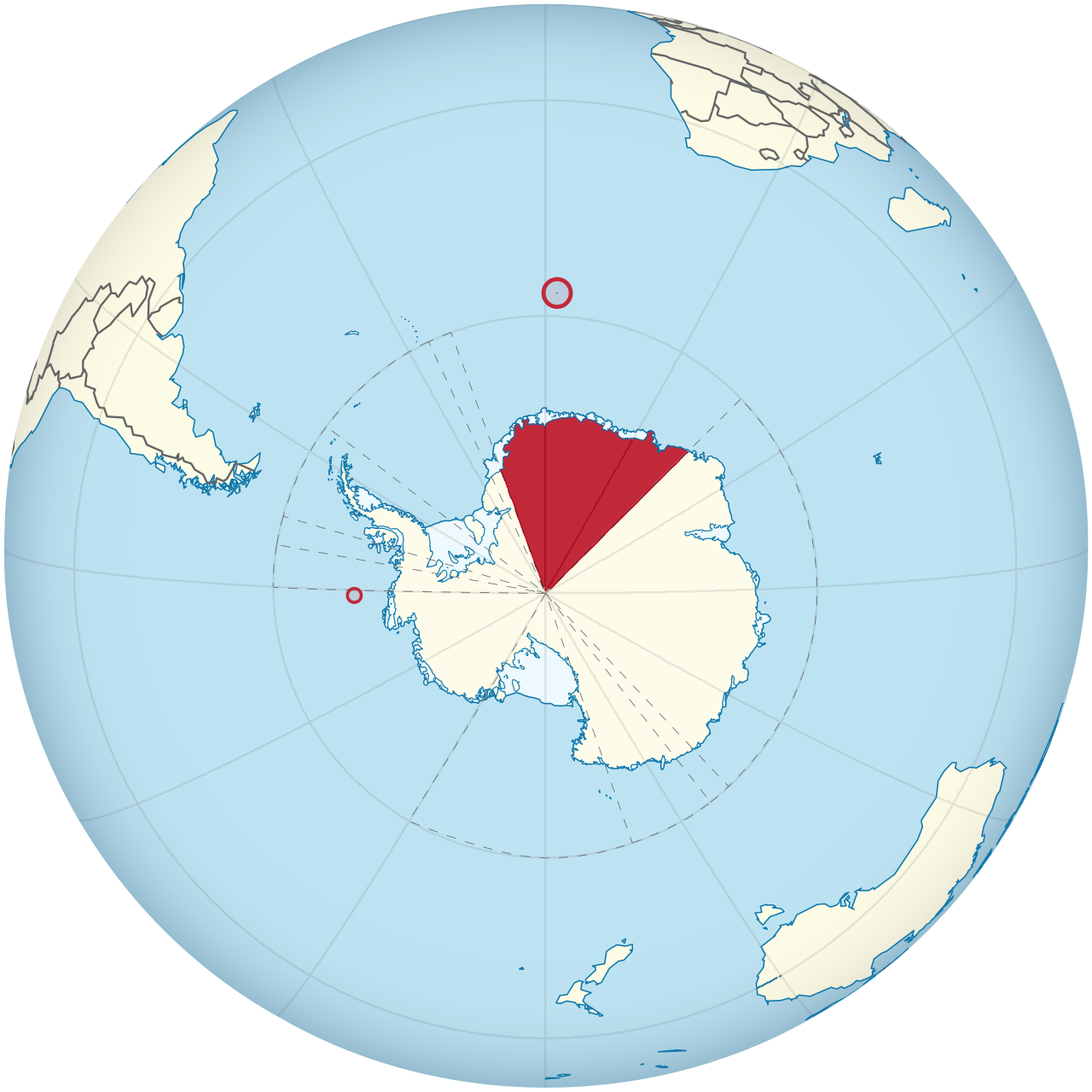
Mappa delle dipendenze della Corona norvegese

Le Dipendenze della Norvegia (in norvegese: biland) sono tre territori dipendenti della Norvegia collocati tutti nell'emisfero meridionale:
- l'isola Bouvet è un'isola antartica nell'Oceano Atlantico meridionale.[1]
- la Terra della Regina Maud è un settore dell'Antartide che spazia dal 20° ovest al 45° est.[2]
- l'Isola Pietro I è un'isola antartica vulcanica posta a 450 km dalle coste della Terra di Ellsworth dell'Antartide.[3]

Le Svalbard e Jan Mayen non sono dipendenze, in quanto sono due governatorati direttamente parte del territorio della Norvegia.
L'Isola Pietro I e la Terra della Regina Maud si trovano a sud del 60°S e pertanto sono parte del Sistema del Trattato Antartico. Le dipendenze sono amministrate dal Dipartimento Affari Polari del Ministero della Giustizia e della Pubblica sicurezza di Oslo, capitale della Norvegia. Le leggi norvegesi vengono applicate anche nelle dipendenze, nelle quali si applicano anche altre leggi pensate specificatamente per esse.

## Governo e regolamenti locali
Le dipendenze non sono direttamente parte del regno di Norvegia, ma si trovano sotto la sovranità norvegese. Nello specifico, questo implica che questi territori possono essere in qualsiasi momento essere cedute senza violare il primo articolo della Costituzione della Norvegia. L'amministrazione delle isole è concessa al Dipartimento Affari Polari del Ministero di Giustizia e Polizia, posto a Oslo.
L'annessione delle isole è regolata dall'Atto delle Dipendenze del 24 marzo 1933. Tale atto legislativo specifica inoltre che tutte le leggi penali, private e procedurali sono da applicarsi anche alle dipendenze della corona norvegese, oltre ad altre leggi specifiche valide per la singola dipendenza. Il medesimo atto inoltre specifica che tutte le terre appartengono allo Stato e ivi viene proibito l'ospitare armi distruttive o nucleari. Dal 5 maggio 1995, la legge norvegese ha esteso la tutela territoriale applicata all'Antartide anche alle proprie dipendenze. Tutti i cittadini norvegesi che pianifichino attività di qualsivoglia genere nei territori delle dipendenze devono darne anticipata segnalazione all'Istituto Polare Norvegese il quale può non concedere i permessi se tali attività non risultano conformi.

## Storia
La storia delle dipendenze della corona norvegese può riassumersi in alcuni punti fondamentali:
- Il 14 dicembre 1911 cinque norvegesi, sotto la guida di Roald Amundsen, furono i primi a raggiungere il Polo Sud.
- L'Isola di Bouvet viene reclamata nel 1927 (formalmente nel 1930; nel 1935 l'isola venne dichiarata riserva naturale per le foche).
- L'Isola Pietro I viene reclamata nel 1929 (formalmente nel 1931).
- La Terra della regina Maud (45°E - 20°E) viene formalmente reclamata come possedimento norvegese il 14 gennaio 1938.
- Re Harald V diviene il primo monarca regnante a visitare l'Antartide. Visita la Terra della regina Maud nel 2015.

## Aree

### Isola Bouvet

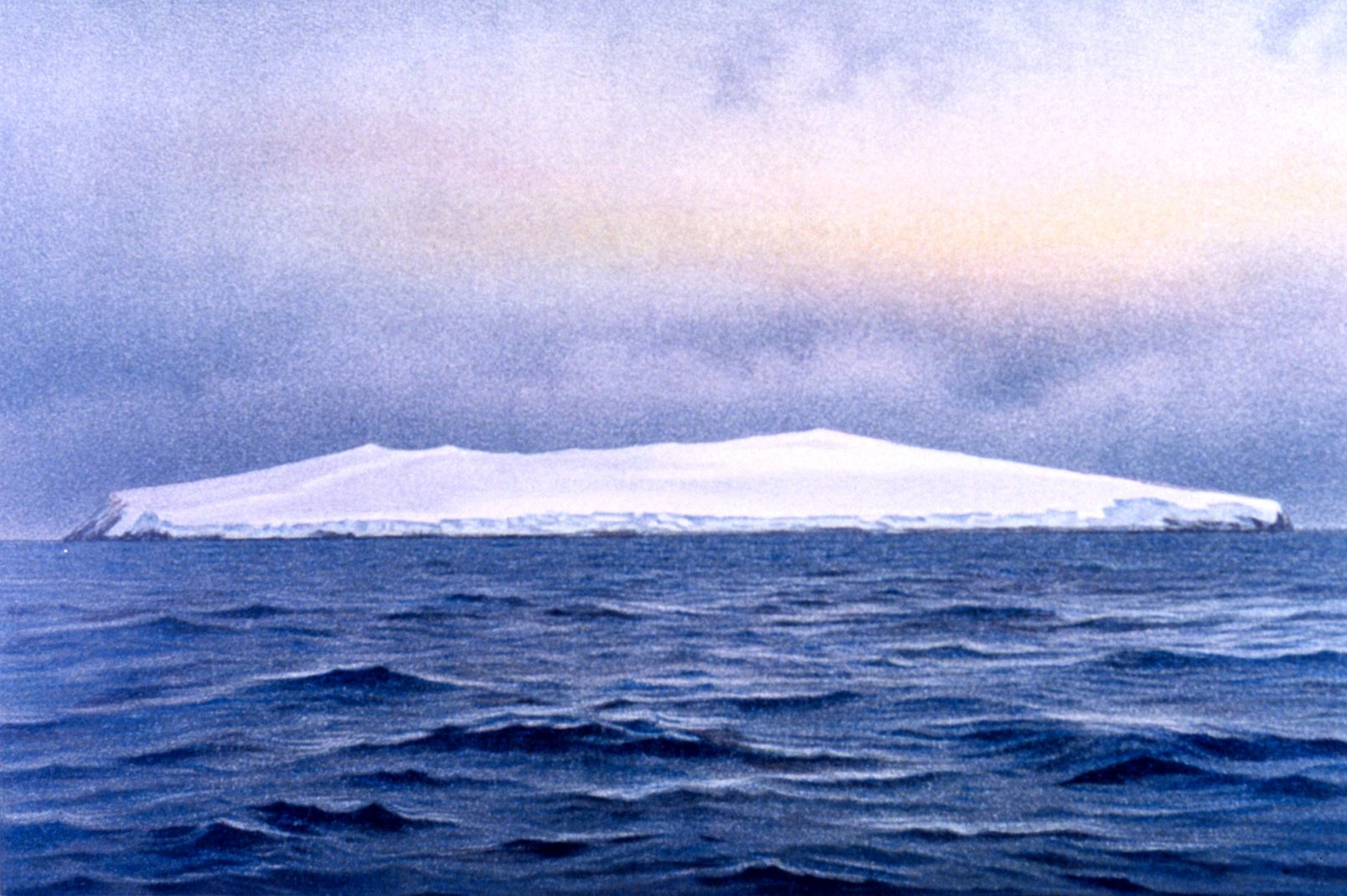
La costa sudorientale dell'Isola di Bouvet in una fotografia colorata del 1898

L'isola Bouvet è un'isola vulcanica disabitata del territorio subantartico collocata a nord del Circolo Polare Antartico, nell'oceano Atlantico meridionale. Essa è l'isola più remota del mondo, a circa 2200 km a sudovest del Sudafrica e a circa 1700 km a nord della Costa della principessa Astrid nella Terra della regina Maud, in Antartide. L'isola copre un'area di 49 km², di cui il 93% è coperto da ghiacci. Il centro dell'isola è costituito da un cratere ghiacciato di un vulcano ormai inattivo.
Alcuni scogli e un'isola più piccola, Larsøya, si trovano lungo la costa. Nyrøysa, creatasi da una frana a fine anni cinquanta, è il posto più semplice dove sbarcare ed è sede di una stazione meteorologica. Lo sbarco sull'isola si presenta ad ogni modo molto difficoltoso per le coste alte e rocciose. Nel periodo invernale, l'isola è circondata dal pack. la zona economica esclusiva che circonda le isole copre un'area di 441.163 km².

### Isola Pietro I

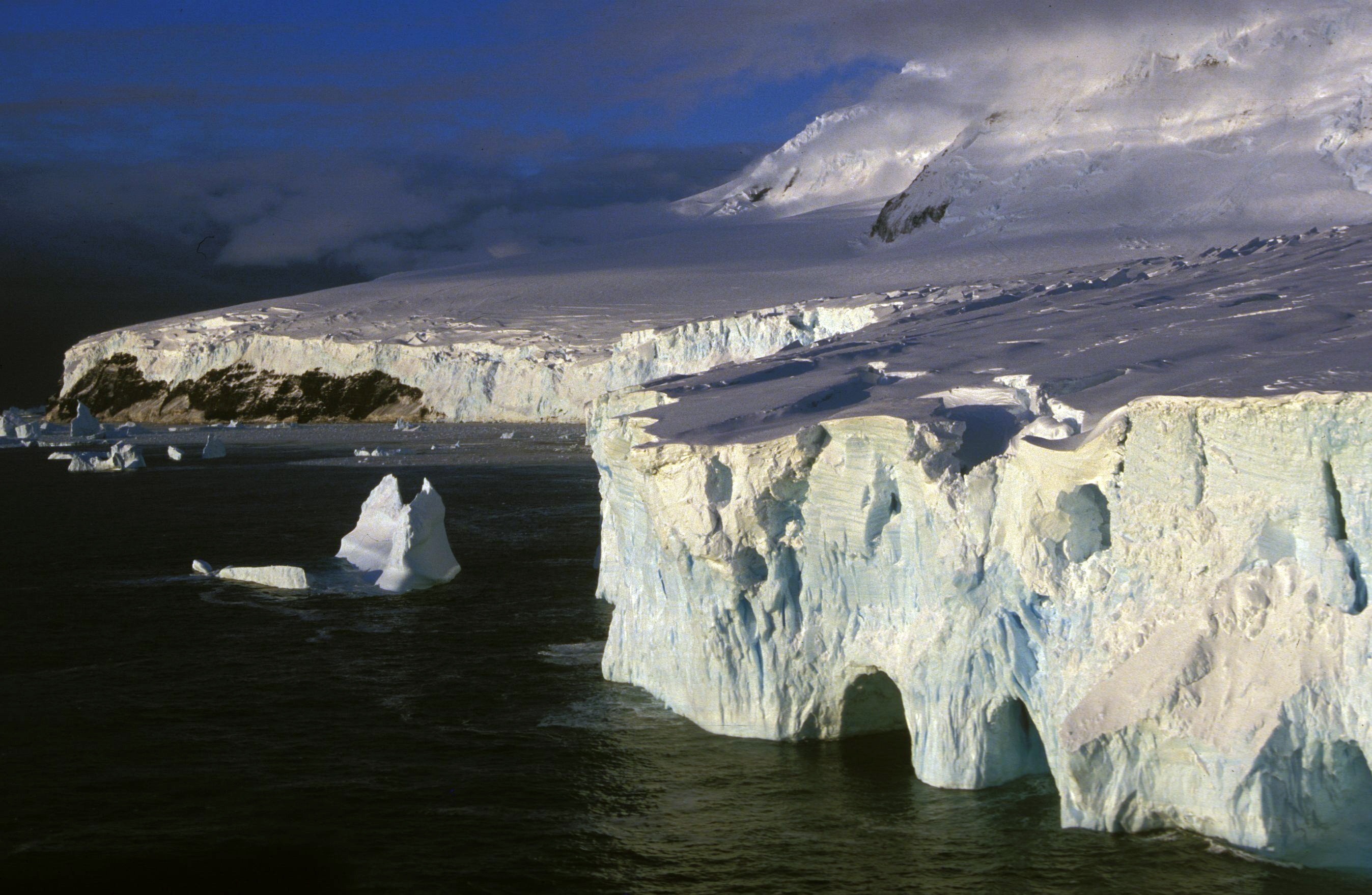
La linea costiera dell'Isola Pietro I durante la spedizione RV Polarstern nel 1994.

L'Isola Pietro I è un'isola vulcanica posta a 450 km dalle coste della Terra di Ellsworth dell'Antartide continentale. Essa copre un'area di 154 km². L'isola è quasi completamente coperta da ghiacci, con quasi il 95% di superficie ghiacciata. L'isola è circondata da termini di ghiacciai alti anche 40 m. Spesso tali lingue sono supportate dalla presenza della roccia sottostante. Lo sbarco è possibile solo in tre punti e solo durante un breve periodo dell'anno quando l'isola non è circondata dal pack. L'isola è un vulcano a scudo, anche se è incerto se esso possa essere ancora attivo o meno. Un picco ultra-prominente che raggiunge i 1640 metri di altezza, è chiamato Lars Christensen.

### Terra della regina Maud

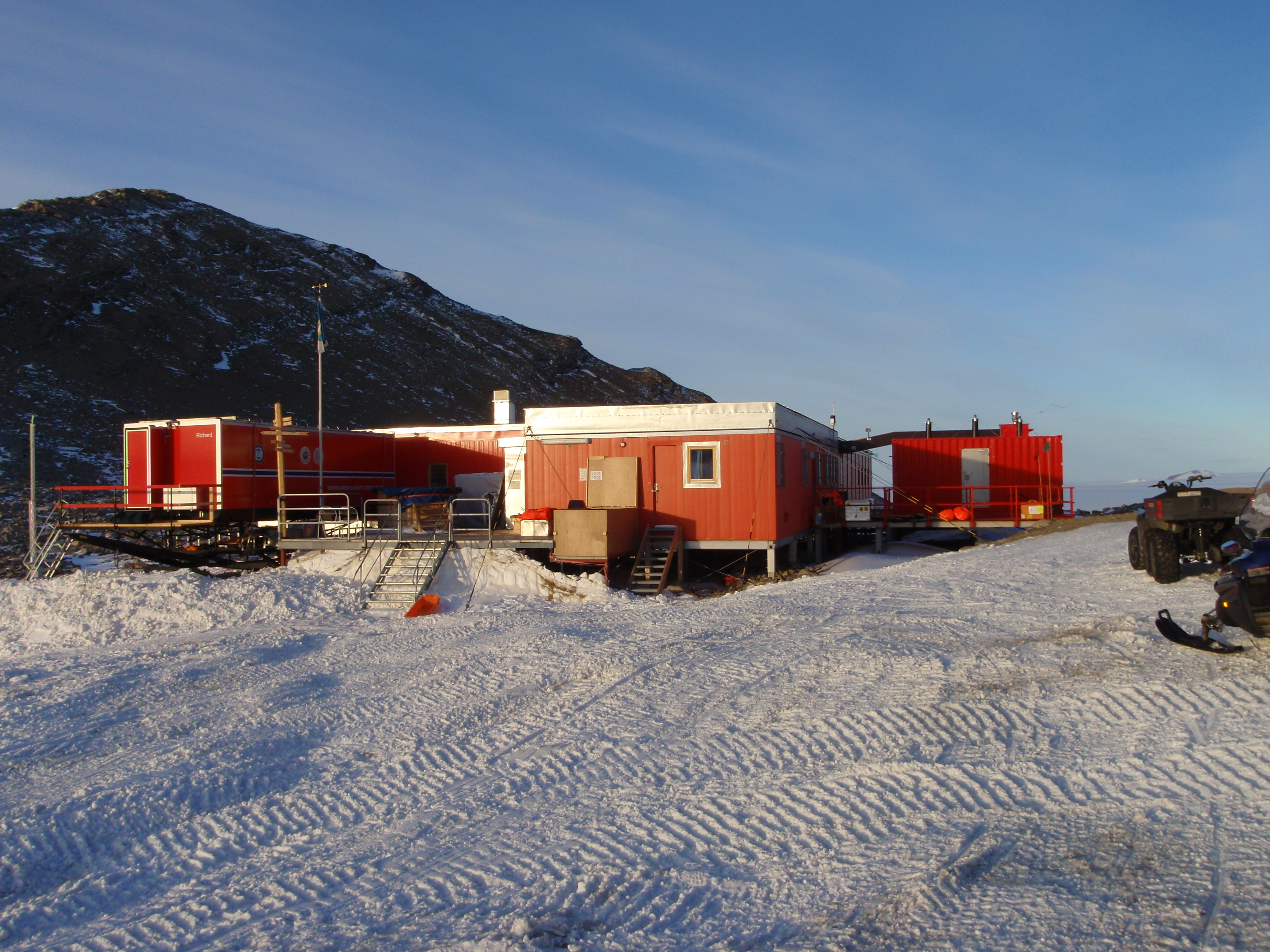
La stazione di ricerca norvegese "Troll" sulla Terra della regina Maud.

La Terra della regina Maud copre un'area di 2,7 milioni di kilometri quadrati ed è un settore dell'Antartide. Il territorio si trova posto tra il 20º meridiano ovest ed il 45º meridiano est, tra il British Antarctic Territory ad ovest ed l'Australian Antarctic Territory ad est. I limiti latitudinali del territorio non sono ufficialmente ad oggi definiti. Il territorio comprende un sesto dell'area totale dell'Antartide.
Gran parte del territorio è coperto da ghiacci ed un alto muro di ghiaccio di 20-30 metri si trova lungo tutte le coste locali. In alcune aree si trovano anche dei picchi rocciosi che consentono ad alcuni uccelli di nidificare in loco, grazie anche alla presenza di una limitata flora locale. La regione è divisa in Costa della principessa Marta, Costa della principessa Astrid, Costa del principe Harald e Costa del principe Olav. Presso la costa si trova il Mare di re Haakon VII.
Non vi è popolazione che qui vive permanentemente, anche se vi sono in tutto 12 stazioni di ricerca con un massimo di 40 scienziati l'anno a seconda delle stagioni. Sei di queste sono occupate tutto l'anno a rotazione, mentre le restanti sono stagionali ed estive. I principali aerodromi per viaggi intercontinentali fanno rotta tra Città del Capo, Sudafrica, la stazione norvegese di Troll e quella russa di Novolazarevskaya.